# エフエムゆーとぴあ
株式会社エフエムゆーとぴあは、秋田県湯沢市及び雄勝郡羽後町の各一部地域を放送区域として超短波放送（FM放送）をする特定地上基幹放送事業者である。
FMゆーとぴあそのままの愛称でコミュニティ放送をしている。

## 概要
秋田県で2番目に開局したコミュニティ放送局である。
英称は Yutopia と綴り、一般に言うユートピア（utopia）とは一部異なる。
本社・スタジオはJR湯沢駅近くの商店街にあり、湯沢市役所にも近い場所にある。
可聴範囲は湯沢市及び近郊町村で、放送エリア内人口は11万人。
日曜深夜を含め24時間放送が行われており、自社制作番組以外はミュージックバードの番組などを放送している。
2009年（平成21年）9月19日・20日に横手市で「B-1グランプリ in 横手」が開催された際、当時コミュニティ放送局が無かった横手市側からの依頼で、横手市の一部でも聴取可能な当局が大会の模様や交通情報などを、第1会場（中心市街地特設会場）に隣接する「横手市ふれあいセンター かまくら館」内に設置された臨時スタジオから生放送した。
2011年（平成23年）3月17日よりSimulRadioに参加。インターネットでの聴取が可能となる。現在はListenRadioでも聴取可能となっている。
東北コミュニティ放送協議会、秋田県コミュニティ放送連絡協議会に加盟している。

## 放送番組
- 平日朝7・8時台の生放送
  - いけいけ!!ラッキーディ!!（月・木・金 7:00 - 8:59）
  - my life, my tuseday（火 7:00 - 8:59）
  - Radio avanti!（水 7:00 - 8:59）
- おしゃべりミュージックBOX（月 - 金 11:00 - 13:00）
- 平日夕方の生放送
  - 今日も”Good Job!!”（月 17:00 - 18:59）
  - 湯沢LOVE・Remix（火・金 17:00 - 18:59）
  - Tockeyの青春ラヂオ（木 17:00 - 18:59）
- マル特ブリスター（火　19:00 - 19:30）
- 松本ひできのいまだ青春（火 19:30 - 20:0）
- あべ十全の花咲かじいさん（金 9:00 - 9:30）
- あべそらしろうのラララジオ（日 13:00 - 13:30）
- みちのくゆーとぴあ情報
自主制作で、首都圏のコミュニティ放送に向けて放送している（自社内では放送されていない場合あり）。

年始期間は平日朝7・8時台、朝10・11時台、昼、夕方、土日昼の自社制作生放送が休止となり、該当時間帯にはミュージックバードの番組が放送される。
終了番組
- 佐田玲子のレイコランド・カフェ湯沢店
NBCラジオで放送されている、「佐田玲子のレイコランド・カフェ」の湯沢版。
NBCのものとは別に収録されている（2005年3月で放送終了）。
- 日本を元気に!ちょーサトウヒロコ

ミュージックバードのコミュニティ放送局向けチャンネルを通じて、日本各地で放送されていた。
- 湯沢ビギナーズ倶楽部

他地域cFM局制作
- 週刊!本庄強
- スターダスト・レビューの星になるまで
- サンドウィッチマンのラジオやらせろ!
- ロッキンスター本当に星になったアーティストたち[4]
- BIG FISH FACTORY[5]（東北10局ラジオ番組）
- Gospel Radio Station[6]

　ほか